# استان‌های اوگاندا

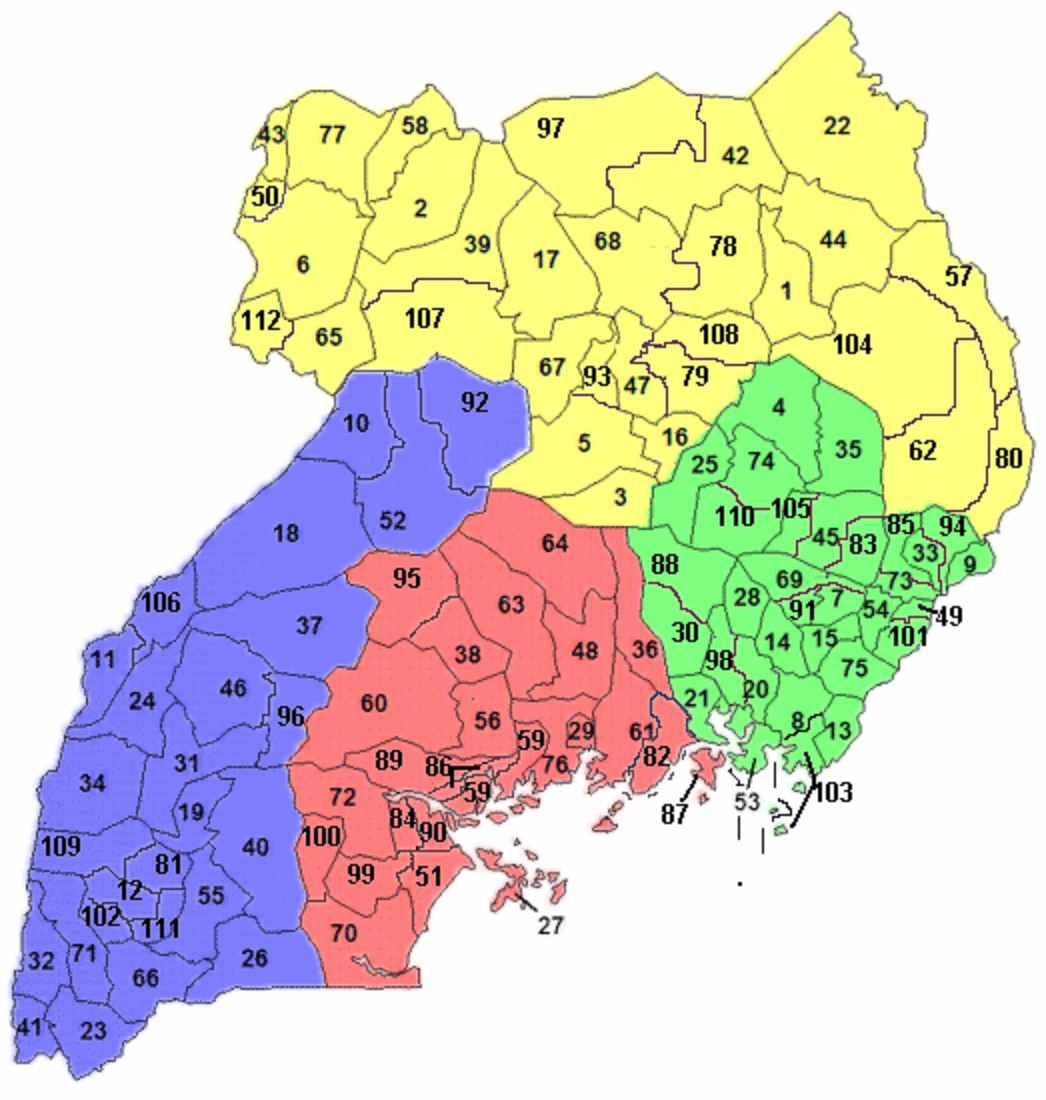
استان‌های اوگاندا
مرکزی -
غربی -
شرقی -
شمالی

کشور اوگاندا به چهار استان تقسیم شده است:
| استان | جمعیت (سرشماری ۱۹۹۱) | جمعیت (سرشماری ۲۰۰۲) | جمعیت (سرشماری ۲۰۱۴) | مساحت                                      |
| ----- | -------------------- | -------------------- | -------------------- | ------------------------------------------ |
| مرکزی | ۴٬۸۴۳٬۵۹۴            | ۶٬۵۷۵٬۴۲۵            | ۹٬۵۲۹٬۲۲۷            | ۶۱٬۴۰۳٫۲ کیلومتر مربع (۲۳٬۷۰۷٫۹ مایل مربع) |
| غربی  | ۴٬۵۴۷٬۶۸۷            | ۶٬۲۹۸٬۰۷۵            | ۸٬۸۷۴٬۸۶۲            | ۵۵٬۲۷۶٫۶ کیلومتر مربع (۲۱٬۳۴۲٫۴ مایل مربع) |
| شرقی  | ۴٬۱۲۸٬۴۶۹            | ۶٬۲۰۴٬۹۱۵            | ۹٬۰۴۲٬۴۲۲            | ۳۹٬۴۷۸٫۸ کیلومتر مربع (۱۵٬۲۴۲٫۸ مایل مربع) |
| شمالی | ۳٬۱۵۱٬۹۵۵            | ۵٬۱۴۸٬۸۸۲            | ۷٬۱۸۸٬۱۳۹            | ۸۵٬۳۹۱٫۷ کیلومتر مربع (۳۲٬۹۶۹٫۹ مایل مربع) |